# Хренца
Хренца (на словенски: Hrenca) е село в Словения, Подравски регион, община Марибор. Според Националната статистическа служба на Република Словения през 2002 г. селото има 145 жители.